# Корейцы в Монголии
Корейцы в Монголии — жители Монголии корейской национальности, которые включали две группы. Первую составили выходцы из КНДР, представленные сиротами войны в Корее и их потомками, а также рабочими из КНДР. Вторую группу составили граждане Республики Корея, которых в 1997 году насчитывалось 270 человек.

## Демография
Корейцы, постоянно проживавшие в Монголии делились на две группы: выходцы из КНДР и граждане Республики Корея. По официальным данным властей Республики Корея, в 1997 году в Монголии проживали 270 граждан Республики Корея. В 2024 году сообщалось, что по неофициальным оценкам численность легально проживавших в Монголии корейцев могла достигать 3,5 тысяч человек.

## История
В связи с войной в Корее Монголия приняла на своей территории более 200 корейских сирот. С 2013 года по 2018 год Монголия приняла 5 тысяч рабочих из КНДР.

## Деятельность
В одной из публикаций 2024 года сообщалось, что высшее руководство Международного университета Монголии состояло из представителей Республики Корея.

## Образование
В Монголии была создана корейская школа «Khan Mongol School 한 몽골 학교», которая принимала корейцев и монголов и предоставляла возможность дальнейшего обучения в университетах Республики Корея.